# Балистичка ракета
- 1. Пројектил се лансира из свог силоса испаљивањем свог мотора за појачање 1. степена (A).
- 2. Отприлике 60 секунди након лансирања, 1. степен пада и мотор 2. степена (B) се пали. Поклопац пројектила (E) је избачен.
- 3. Отприлике 120 секунди након лансирања, мотор 3. степена (C) се пали и одваја од 2. степена.
- 4. Отприлике 180 секунди након лансирања, потисак 3. степена се прекида и возило са накнадним појачањем (D) се одваја од ракете.
- 5. Возило након појачања маневрира само по себи и припрема се за распоређивање возила за поновни улазак (RV).
- 6. Возило за поновни улазак, као и мамци, су распоређени.
- 7. Возило за поновни улазак (сада наоружано) улази у атмосферу великом брзином.
- 8. Нуклеарне бојеве главе детонирају.

Балистичка ракета је ракета која прати суборбиталну балистичку путању лета са циљем достављања бојеве главе на унапред одређену мету. Навођена је само током релативно кратке иницијалне фазе лета, а касније њеним летом управљају закони орбиталне механике и балистике. До сада направљене балистичке ракете као погон током лета користе хемијске ракетне моторе разних типова.
Ракета може бити у великој мери балистичка а ипак способна за одређене маневре избегавања, као што се тврди за ракету Булава која је у развоју. У том случају се понекад користи израз квазибалистичке ракете.
Прва балистичка ракета је била A-4, позната под ознаком V-2. Развила ју је Нацистичка Немачка током тридесетих и четрдесетих година двадесетог века, под вођством Валтера Дорнбергера. Прво успешно лансирање V-2 је изведено 3. октобра, 1942. а у употребу је ушла 6. септембра, 1944, када је гађан Париз, а два дана касније је гађан Лондон. До краја Другог светског рата је лансирано преко 3.000 ових ракета.
Путања балистичке ракете се дели на три дела: Део током кога ракета користи погон мотора, део слободног лета, који чини највећи део лета, и фаза поновног улаза, када ракета поново улази у Земљину атмосферу.
Балистичке ракете могу да се лансирају са фиксираних или мобилних лансирних места, укључујући возила, летелице, бродове и подморнице. Фаза лета током кога се користи погон мотора може да траје од неколико десетина секунди до неколико минута, и може да се састоји од више ракетних стадијума.
Када се искључи погон, ракета улази у фазу слободног лета. Како би прешле велике раздаљине, балистичке ракете се обично лансирају у суборбиталне свемирске летове; када су у питању интерконтиненталне балистичке ракете, највећа висина достигнута током слободног лета је око 1200 km.

## Историја
Најранији облик балистичких пројектила датира из 13. века, а његова употреба је изведена из историје ракета. У 14. веку, кинеска Минг морнарица је користила рани облик балистичке ракете под називом Хуолонгчушуеј у поморским биткама против непријатељских бродова.
Први прави теоријски радови везани за балистичку верзију пројектила везани су за истраживање Константина Циолковског. Овај руски научник пољског порекла је 1903. године у чланку „Истраживање простора света помоћу млазних уређаја“ ("Исследование мировых пространств реактивными приборами") изложио теорију лета ракете узимајући у обзир промену масе, као и његовим каснијим наставцима (1911. и 1914.), где је развио неке одредбе теорије летења ракете (као тела променљиве масе) и употребе течности у ракетни мотор. Циолковски је 1929. године развио теорију кретања вишестепених ракета под утицајем гравитационог поља Земље, формулисао основе теорије ракетног мотора на течно гориво, употребу жироскопских стабилизатора у ракетама, употреба компоненти горива за хлађење зидова коморе за сагоревање и млазнице, пумпни систем за снабдевање компонентама горива, употреба вишекомпонентних ракетних горива (укључујући препоручене парове горива: течни кисеоник са водоником, кисеоник са угљоводоницима ), кормила са графитним гасом за контролу лета ракете и изнео је још низ других идеја које су касније нашле примену у ракетној науци.
Роберт Годард са Института Смитсонијан у САД је 1917. године патентирао проналазак који је значајно побољшао ефикасност погонског постројења додавањем де Лавалове млазнице на течном ракетном мотору. Ово решење је удвостручило потисак ракетног мотора повећањем брзине издувних гасова и у великој мери утицало на нешто каснији рад водећих програмера ракетних погона Хермана Оберта и тима Вернера фон Брауна.
Током 1920-их, истраживачки тимови из неколико земаља спровели су истраживања и експерименте о ракетним технологијама. Међутим, захваљујући експериментима у вези са течним ракетним погоном и системима за навођење, Немачка је преузела водећу улогу у истраживању балистичких технологија. Рад тима Вернера фон Брауна омогућио је Немцима да развију комплетну технологију и имплементирају у производњу модерне балистичкае ракете која је у току развојног програма названа А-4, а касније названа и познатија по имену В-2 (Вергетунгсваффе-2), коју је развила нацистичка Немачка 1930-их и 1940-их. То је била прва балистичка ракета у историји, која је не само пуштена у производњу, већ су је користили и током Другог светског рата у борбеним дејствима. Прво пробно успешно лансирање В-2 било је 3. октобра 1942. године, а почело је да се употребљава 6. септембра 1944. против Париза, након чега је уследио напад на Лондон два дана касније. До краја Другог светског рата у Европи у мају 1945. лансирано је више од 3.000 В-2.
Ова ракета је тада постала база и основа за даљи развој цивилних лансирних ракета и балистичких пројектила како у СССР-у тако и у САД, које су убрзо постале лидери у развоју ових технологија.
По завршетку рата ухапшена је велика група научника и дизајнера програма В-2, многи од њих - укључујући вођу програма Вернера фон Брауна - пребачени су у САД, где су тада били окосница балистичког програма америчке војске. Совјетски Савез је првобитно основао истраживачко-развојни центар, Институт Рабе у Блајхеродеу код Нордхаузена, за немачке специјалисте програма В-2 које су заробили, где је требало да наставе свој рад. У овом центру, поред Сергеја Корољова, под надзором је радио и један од команданата немачког ракетног програма у постројењу Хеересверсуцхсансталт у Пеенеминдеу - Хелмут Гроттруп. НКВД је 22. октобра 1946. ухапсио немачке научнике, њихове породице и стручњаке из других области војне технике, а ова група од око пет хиљада људи депортована је дубоко у СССР, где је требало да наставе свој рад под строгим надзором.
Сходно томе, немачки конструктори В-2 су дали значајан допринос развоју и америчких и совјетских балистичких програма. Ривалство између две земље убрзо је постало најјача покретачка снага развоја технологије балистичких ракета.
Стварање совјетских балистичких пројектила такође је у почетку било засновано на копирању немачке технологије. Друга фаза је била модернизација немачких ракета (требало је обезбедити дупло већи домет лета), а трећа фаза је њихово даље усавршавање. Већ у првим побољшаним совјетским пројектилима Р-2 и Р-5, водни етанол који су користили Немци замењен је енергетски интензивном мешавином изопропанола и метанола. Стварањем прве совјетске стратешке ракете Р-5М, ресурси за унапређење заробљеног немачког мотора су потпуно исцрпљени, интерконтинентални Р-7 је већ био фундаментално нов производ.
Балистичке ракете развијене од Другог светског рата задовољавају оперативне стратешке потребе у контексту нуклеарног одвраћања. Током 1950-их, неки пројекти су имали двоструку намену, војну и цивилну. У овој другој области примене, термин „пројектил” је замењен са „ лансер” или „ракета”. Тако је Атлас, прва интерконтинентална ракета (ИЦБМ) развијена у Сједињеним Државама, користи и као лансер за Меркур, прву америчку свемирску летилицу. Слично, ракета Р-7 Семиорка (НАТО шифра СС-6 Сапвоод) је прва интерконтинентална балистичка ракета коју је развио Совјетски Савез, као и прва ракета која је поставила вештачки сателит Спутњик 1 у орбиту око земље, и то је био први успешан орбитални лет у свемиру. За разлику од пројектила дизајнираних да пошаљу свој товар до унапред одређене мете, лансери су намењени за постављање свог терета у Земљину орбиту које такође могу бити коришћени и у војне сврхе.
Данас Русија, Сједињене Државе, Јапан, Кина, европске земље преко Европске свемирске агенције, затим Израел, Индија, Иран и Северна Кореја и Јужна Кореја имају сопствену способност лансирања у свемир. Друге земље теже таквој способности, као што су Бразил и Пакистан. Потенцијално двоструки карактер, цивилни и војни, свемирских лансера које је у 21. веку развило десетак земаља и постало је веома важно безбедносно питање, због шиерења броја земаља која ће у блиској будућности овладати техником и производњом балистичких ракета, било у цивилне или војне сврхе.
Уговор о свемиру, који је ступио на снагу 1967. године, дефинише принципе који регулишу активности држава у истраживању и коришћењу свемира. Конкретно, забрањује постављање нуклеарног оружја у орбиту. С друге стране, не забрањује лансирање балистичких пројектила чија се суштинска путања налази у свемиру.
Године 2010, америчка и руска влада потписале су споразум о смањењу свог инвентара интерконтиненталних балистичких ракета (ICBM) у периоду од седам година (до 2017.) на 1550 јединица свака.

## Развој балистичких ракета током Хладног рата и у 21 веку

### 1945-1949: пролиферација пројеката и експеримената
Други светски рат је завршен, наставио се са тестовима у Новом Мексику у САД са великим делом свог тима и доста опреме. Али тамо, од 1945. до краја 1950-их, више није било политичке воље, није више било интереса Сједињених Држава за свемирски програм. УСАФ фаворизује бомбардере веома великог домета из своје Стратешке ваздушне команде (Б-36, Б-47, Б-50, затим Б-52). 12. јануара 1954. године, државни секретар Сједињених Америчких Држава Џон Фостер Далс формулише концепт „масовне одмазде“ коју може да изврши флота стратешких бомбардера и само они могу да лансирају нуклеарно оружје на веома велике удаљености које би стигло много брже од авиона. Касније су направљене само лансери средњег домета близу граница Совјетског Савеза, ракете Тор и Јупитер.
Балистичка ракета је тада била ограничена на малу улогу али се то суштински променило тек са политичком визијом Совјета и лансирањем Спутњика 1, 4. октобра 1957. године. То је коначно преокренути свет Хладног рата, а затим и данашњи у концепту нуклеарног одвраћања створеном ракетама дугог домета. Човек који је био заслужан за овај програм је Сергеј Корољов. Послан је у Гулаг 1936. године, где ће му умрети жена и ћерка, радио је у истраживачкој лабораторији посвећеној војним применама ракета, насталој према раду Константина Циолковског који је први 1924. године истакао параметар који је од суштинског значаја за освајање простора. Ово је брзина коју треба дати оружју или сателиту.
Стаљин је извео Корољова из Гулага 1945. да испита балистичку опрему и испита немачке инжењере које Американци нису успели да ухвате. Посао који ће потом сам обављати на узастопним еволуцијама В2 све ефикасније (модели који се сукцесивно називају Р1, Р2, Р3…), његов моћни геније и геније његових тимова на почетку, делимично немачки и врло брзо потпуно национални, али и проницљивост руских лидера, све је то довело 1953. године до лансирања у највећој тајности програма изградње балистичке ракете познате као Р-7 и назване интерконтинентална ракета, односно веома дугог домета способне да стигне до Сједињених Држава са совјетске територије.

### 1950-их: прва оперативна распоређивања нуклеарних пројектила
Дана 4. октобра 1957. године, лансиран ракетом Р-7, вештачки сателит Спутњик 1 који ће да кружи око Земље. Ово занима само новинаре и ширу јавност. Оно што интересује америчку војску, свесну совјетског напретка већ неколико месеци није сателит, већ чињеница да је ракета могла да орбитира око земље. Ракета која би могла да достигне брзину до 8 km/s (29.000 km/h) са неколико килограма терета сателита, па ако би уместо сателита могло да се лансира и неки тежи терет при мањој брзини на пример 7 km/s (25.000 km/h), онда би ракета пала назад на Земљу отприлике 10.000 км од тачке лансирања, то је тада било рамишљање америчке војске, да ако би уместо да носи сателит било замењено са ношењем нуклеарног оружја. Совјети тада још нису били до тог технолошког нивоа достигли, али су управо показали да ће врло брзо савладати.
Председник и бивши генерал Двајт Д. Ајзенхауер мери опасност и заосталост Сједињених Држава за Совјетима са одмереном забринутошћу, док је у супротном табору будући председник Џон Ф. Кенеди био много одлучнији да надокнади тај дефицит. Следе две кључне одлуке за будућност балистичких ракета:
- Ајзенхауер је за стварање НАСА-е у јулу 1958. године, окупио је цивилне и војне структуре, за покретање тог програма. Немачки научник Вернер фон Браун ће бити њен први председник;
- Кенеди ће 25. маја 1961. године, одлучити да пошаље људе на Месец са програмом Аполо.

Таква одлука је била предмет многих историјских анализа. Снимљено је након првог лета човека у свемиру 12. априла 1961. године, што опет карактерише америчку инфериорност, што ће будућност показати и није толико важна. У сваком случају, дала је огроман подстицај америчком војно-индустријском комплексу обезбеђујући му огромна средства за истраживање и развој. Пошто је балистичка ракета сложен објекат, САД ће, попут Совјетског Савеза, а затим и Француске касније, узети две или три генерације пројектила пре него што достигну највећи домет. Да би се подржао овај програм са чисто војним циљем, то сигурно не би прихватили амерички грађани, да им држава повећа порез због тога али идеја да се предложи одлазак на Месец, то је једна сасвим друга прича и то је била у том тренутку одлична одлука.

### 1960-их: свеобухватни развој и примена
У октобру 1962. године, кубанска ракетна криза дефинитивно је довела до тога да је постојала велика опасност од употребе балистичких ракета са нуклерним бојевим главама. Иначе ове ракете имају веома велики домет, врло кратко време лансирања и екстремну заштиту у бункерима или још сигурније на подморницама.
Американци су од 1959. године, поставили у Турској и Италији балистичке пројектиле средњег домета (Јупитери), које су имали само неколико хиљада километара домет и стога нису могле да буду испаљене предалеко од Москве, отуда и њихово позиционирање, тако близу. Совјетски Савез је желео да покаже свој капацитет за стратешко ребалансирање постављањем својих балистичких ракета (Р-12), које су из истих разлога били постављени на острву Куба и где су тада биле у домету Вашингтона. Хипотетички речено, да је дошло до сукоба тада би у обадве земље биле уништене њихове престонице за четврт сата, колико је тада трајало путовање оружја балистичких пројектила средњег домета.
Криза је завршена повлачењем ових балистичких пројектила: Совјети су само припремали терен али никада ракете нису стигле на Кубу, а док оне америчке су повучене из Турске и Италије јер су постале бескорисне. Двојица председника великана су затим ставили у службу своју најновију генерацију балистичких пројектила способних да обезбеде уништење престоница и других главних циљева преласком преко Северног пола за тридесет минута. Најновија генерација балистичке ракете били би повод за објаву рата. Вероватно су ова два председника била прва која су тога постала потпуно свесна. Затим су успоставили посебан начин директног и брзог обраћања у случају кризе или хитног случаја: дежурну црвену линију.
Писмо које је госпођа Кенеди послала првом секретару КПСС Никити Хрушчову, према њеним речима овако му је написала: „Драги председниче, (…) Знам колико је мој муж желео мир и колико је ваш однос био кључан за ову бригу која му је заокупљала ум. У неким својим говорима вас је цитирао: „У следећем рату преживели ће завидети мртвима“. (…) Опасност која је прогањала мог мужа била је да рат могу објавити, не велики људи, већ мали. Велики људи знају да се треба контролисати и обуздати …” .
Шездесетих година 20. века, Француска и Кина су се упустиле у развој балистичких пројектила. Француска је 1958. имала је балистичко и изнад свега нуклеарно знање, али без жеље да произведе балистичку ракету. Чим је генерал Де Гол постао председник Републике, он је наредио да почне производња балистичких ракета и то је забележено у другом програмском закону 1965-1970.
Ракете које су смештене у подморницама за лансирање балистичких пројектила данас се сматра најбезбеднијим. Једине три земље које имају своје ракете великог домета које се испаљују испод површине воде су Сједињене Државе, Русија и Француска.

### 1970-их и 1980-их: пред крај трке за бројевима и технологијом
Од раних 1970-их, Американци и Совјети су се сложили да ограниче, а затим постепено смање број свог стратешког наоружања постављањем плафона који се тиче и броја нуклеарних бојевих глава и броја стратешких балистичких пројектила лансираних са земље или лансираних са подморнице.
Потписивање Споразума о нуклеарним снагама средњег домета је 1987. године, употпунио ове одредбе. Резултат је потпуна демонтажа свих балистичких (и крстарећих) ракета домета већег од 500 км.
То је резултирало мањим ентузијазмом за балистичке ракете током краја 20. века у геополитичком контексту обележеном крајем Хладног рата и само за неко кратко време, општим падом међународних тензија.
Међутим, регионалне силе и даље виде интерес балистичке ракете да се наметну својим суседима и упуштају се у програме набавке ракета кратког или средњег домета, посебно на Блиском истоку и у Азију. Ови програми су директно повезани са њиховим напорима да постану нуклеарна сила.

### Пролиферација балистичких пројектила у 21. веку
У 2010. Северноатлантски савет процењује да је, осим НАТО-а, Русије и Кине, 5.550 до 6.250 балистичких пројектила у употреби у свету, укључујући 500 до 700 са дометом од 2.000 до 3.000 км и четрдесетак који може да достигне од 3.000 до 5.500 км. Инвентар балистичких пројектила у свету који је крајем 2017. године објавило Удружење за контролу наоружања наводи да их поседују 32 земље. Девет од њих су такође нуклеарне силе .
Током година Хладног рата, Совјетски Савез је снабдевао многе „пријатељске“ земље ракетама кратког домета Скад-Б и СС-21, стварајући тако повољне услове за ширење балистичких пројектила у 21. веку. Данас је половина држава које поседују балистичке ракете опремљене овим ракетама или моделима који су директно изведени из њих.
Друге земље, попут Кине, Пакистана, Индије, Израела и Ирана, данас настављају да развијају балистичке ракете средњег домета чија им стратешка улога одговара јер су им противници географски блиски. Случај Северне Кореје је другачији: политички циљ претње Сједињеним Државама може се постићи само балистичком ракетом веома дугог домета. 2019. године, напуштањем Споразума о нуклеарним снагама средњег домета, ситуација у вези са Русијом и Сједињеним Државама постала је конфузна.
После Другог светског рата, балистичке ракете су први пут коришћене 1973. године током Јомкипурског рата, када су Ирачани користили Скад ракете у нападу на Израел. Од тада су коришћени у петнаестак сукоба. Највећи губици због коришћења пројектила Скад су они када је Ирак покренуо нападе против Ирана током сукоба који им се супротставља од 1980. до 1988. године, а који чине хиљаде мртвих цивила.

## Техничке карактеристике

### Концепт
Концепт балистичке ракете је једноставан: то је као код спортиста - бацање копља. Што брже бациш копље оно иде даље, то на први поглед изгледа јако просто. Да би копље бацио што је даље могуће, спортиста мора да трчи, онда сву своју брзину преноси на своје оружје, додатно појачану насилним покретом руке. Ратно оружје – балони, затим гранате – много је теже од копља; такође желимо да их лансирамо даље, отуда и требушет средњовековне артиљерије и балиста, користећи барут, бомбардују минобацачима, хаубицама итд, који лансираном оружју дају веће брзине, ради постизања веће даљине.
Отпор ваздуха скоро да не утиче на његову путању скоро стеченом брзином постигнутом при лансирању, с једне стране и утицајем Земљине гравитације (њене тежине) с друге стране. Путања којим је летео неки пројектил назива се балистичка трајекторија то јест (путања). То је као елипса, упоредива на малим растојањима са параболом. Напредак у артиљерији, међутим, даје само најновијим гранатама домет који једва прелази неколико десетина километара, па отуда њихова такозвана параболична путања.
Напредак артиљерије, међутим, најновијим гранатама даје домете само нешто више од неколико десетина километара, отуда и њихова такозвана параболична путања, што се тиче камиона опремљеног француским артиљеријским системом. Да би ишао даље, ракета мора да преузме.
Брзине које ракете обезбеђују њиховом оружју изражене су у неколико километара у секунди. Трајекторије постају елиптичне и центар Земље је једно од жаришта елипсе. Домети су неколико хиљада километара, до 10.000 км и више. Могли бисмо ићи чак и дупло даље, али ракета лансирана на 20.000 км би промашила Земљу (зато што је 20.000 км половина обима Земље).
Ако је циљ ракете да испоручи нуклеарно оружје на земљу, то се онда назива „балистички пројектил“, а ако служи за избацивања сателита у орбиту или некој другој цивилној сврси то онда називају лансер, и због тога се онда не помиње као пројектил, јер пројектили су наоружани и могу да служе само у војне сврхе.

### Стицање брзине
Пре него су осмишљене ракете, само су хаубице обезбеђивале највеће брзине, као на пример "Биг Бертха" или "Парисер Канонен" који су Немци користили 1918. лансирањем пројектила на 120 км. Ракете ће дати веће брзине испаљивањем мешавине оксидатора и горива као погонског горива.
У летелици (од топа или ракета), ако пројектујемо масу на једној страни (граната за топ, сагоревање гасова за ракету) са брзином (онда гасови који излазе из млазнице су енормно већи од оне у љусци), онда се уређај покреће са друге стране. Цев се повлачи, али је фиксирана за земљу; ракета напредује и ништа је не спречава у даљем напредовању. Ракета иде све брже и брже јер избацује веома велике количине гаса:
- за течна горива, помоћу пумпи које црпе из веома великих резервоара и изазивају мешање оксидатора и горива испред млазнице;
- за чврста горива, коришћењем веома великих блокова праха који се састоје од стабилне мешавине оксидатора и горива.

Прва течна горива, она која се најлакше добијају, често су веома агресивна према структурама које их садрже. Такође пуњење се мора обавити непосредно пре лансирања, стога је то лош војни капацитет (због брзине реаговања, јер постоји могућност уништења од стране непријатеља, док они напуне горивом).
Следећа генерација превазилази овај велики недостатак. За погонско гориво се тада каже да се може „складиштити“ јер може остати значајно време у резервоарима. Ипак, они представљају стварну опасност, посебно када су ракете укрцане у подморнице. Тако је совјетска подморница К-219 потонула код Бермуда након пожара изазваног цурењем течног горива.
Балистичке ракете данас покрећу чврста горива. Погонски блок се пали помоћу иницијатора каписле, која је дизајнирана да изазове релативно константно ослобађање гаса и стога уједначен потисак. Погонско гориво које још није изгорело служи као термичка заштита резервоара.

### Структура погона
Иако можда делује једноставније да имате само један погонски степен, ова конфигурација није изводљива у тренутном и предвидљивом стању технологије.
Балистичка ракета се састоји од више степени (етапа) иако сваки степен мора имати упаљач, млазницу и другу пратећу опрему и то повећава тежину при полетању (једначина Циолковског). Сваки степен се у суштини састоји од резервоара за гориво дизајнираног од стаклопластике (фибергласа), кевлара или угљеника како би се што је више могуће олакшала маса балистичке ракете и структурних елемената који су постављени са сваке стране резервоара за гориво.
Додамо му оно што је потребно погону и што се неће више користити када је празан: електронску опрему и батерије за напајање. Они напајају електричне цилиндре причвршћене за млазницу или малу уљну станицу ако раде на нафту. Њихови покрети одбијају млаз гаса и омогућавају пилотирање балистичке ракете.
Производња флексибилних стајалишта који обезбеђују заптивање, отпорност на топлоту пламена и апсорпцију механичких сила које ствара млазница је деликатна тачка чврстих горива. У балистичким пројектилима има мање напредне технологије, постављене рупе се користе за одбијање млаза убризгавањем гаса у пробушену фиксну млазницу. Или се млазница ротира, при чему је ротациони зглоб приступачнији од флексибилног зглоба. Са овим последњим, способним да издржи температуре од неколико хиљада °C, уз задржавање одговарајућих механичких карактеристика и неопходну покретљивост, млазница постаје оријентисана у свим правцима.

### Типови погона
Балистичке ракете могу бити покретане различитим типовима мотора. У основи, постоје 3 категорије: погон на течно гориво, погон на чврсто гориво и хибридни погон. Уобичајени хемијски ракетни мотори користе гориво и оксиданс, понекад са додатим катализаторима, да убрзају хемијску реакцију између горива и оксиданса. Сваки тип погона има и предности и недостатке који их чине прикладним за одређене фазе и бескорисним за друге.

#### Погон на течно гориво
Погонски мотори на течно гориво сагоревају две одвојено ускладиштене течне хемикалије, гориво и оксидант, да би створили потисак.
Криогени погон користи течни и ускладиштени гас на ниској температури као гориво и оксидант, најчешће течни водоник и течни кисеоник. Течно гориво захтева посебне изоловане резервоаре и цеви да би се омогућило да гас испари. Обе супстанце се упумпавају у експанзиону комору, затим у комору за сагоревање, где се мешају и запаљују варницом или ватром. Гасови сагоревања који се брзо шире се испуштају у млазнице, чиме се ствара жељена промаја. Криогено гориво се мора држати на веома ниској температури, а пуњење се врши непосредно пре полетања. Течни гасови – посебно водоник, имају најбољи могући однос енергије сагоревања према својој маси, недостижан за друга горива.
- Xиперголатни погон за гориво ради на бази горива-оксидантне композиције, која се пали контактом једне компоненте са другом, без икакве варнице или ватре. Хиперголатна горива су веома реактивна и стога захтевају посебне резервоаре и сигурносне уређаје. Паљење у овом типу погона се одвија на собној температури, тако да није потребна посебна опрема неопходна за криогени погон.
- Једнокомпонентна горива (монопропелента) - испуњавају функцију и горива и оксиданса у једној компоненти. Једнокомпонентна горива су због своје природе нестабилна и веома опасна. Најчешће се користе у комплементарним моторима, користе се за тзв "афтербурнинг", односно корекција путање ракете након завршетка рада погонских мотора (бурн оут)

##### Предност
Предност погона на течно гориво је велика количина енергије по јединици масе, могућност коришћења променљивог потиска и поновног покретања мотора. Сирова погонска горива су релативно лака за производњу и јефтина.

##### Слабост
Слабост овог типа погона је неопходност употребе прилично компликованих метода складиштења, компликованог система цеви, система за дозирање састојака и веома ефикасних пумпи.

#### Погон на чврсто гориво
У ракетама на чврсто гориво, сагоревање мешавине горива и оксидатора се дешава у комори у којој се налазе. Мотори овог типа су најстарији и најједноставнији типови погона, који су се већ користили у средњовековној Кини. Погонска смеша ускладиштена у њој се пали у комори за сагоревање, а распрострањени врући гасови се испуштају у млазнице како би се постигао жељени потисак.
Критични фактор у овом типу погона је површина горива која сагорева, која одређује количину произведеног потиска. Да би се повећао, у нагомиланом гориву се праве резови - жљебови и празнине које повећавају површину горива која је изложена пожару. Међутим, ово захтева висок степен прецизности, јер превише посекотина – а самим тим и превелика површина сагоревања – може довести до превеликог притиска унутар коморе за сагоревање и експлозије мотора.

##### Предности
Главна предност мотора на чврсто гориво је висока стабилност и лако складиштење дуго времена. Чврста горива се одликују великом густином енергије и брзим временом сагоревања, прилично добро подносе ударе, вибрације и убрзања. Такође не захтевају посебне пумпе, што чини пројектил мање компликованим.

##### Слабости
Главна слабост погона на чврсто гориво је немогућност заустављања сагоревања и корекције потиска. Након покретања паљења, сво гориво акумулирано у резервоару сагорева без могућности заустављања или чак исправљања процеса. Због потребе одржавања високе прецизности формирања површине сагоревања горива, његова производња је релативно скупа.
Мотори на чврсто гориво имају широк спектар примена, у распону од лаких противтенковских пројектила до америчких спејс шатлова од 45,36 метара (3,7 метара у пречнику) чврстих ракетних бустера (СРБ).

#### Хибридни погон
Хибридни погон је покушај да се искористе предности оба типа погона: на течно гориво и на чврсто гориво. Дизајн таквог погонског система заснива се на коришћењу коморе за унутрашње сагоревање аналогне мотору на чврсто гориво, пуњене чврстим материјалом (обично горивом), а изнад се налази резервоар који садржи допунско течно гориво – обично оксидант. Обе компоненте су хиперголичне природе и када се течна компонента убризгава у комору за сагоревање која садржи чврсти материјал, долази до спонтаног сагоревања и ствара се потисак. Контролом количине убризганог течног горива погона омогућава се подешавање потиска и заустављање и поновно покретање мотора.
Остале предности овог начина погона укључују већу количину добијене енергије него код стандардног погона на чврсто гориво, смањење броја уређаја неопходних за пренос течног горива за половину, могућност складиштења чврстог горива као у случају класичног погона овог типа. Због могућности контроле количине убризгане течне компоненте, величина површине запаљеног чврстог горива је од мањег значаја.

##### Слабости
Ови типови мотора немају исту високу енергетску ефикасност по јединици масе горива као мотори на течна горива, а такође су сложенији од мотора на чврсто гориво.

### Структура пројектила
Приступ веома великим брзинама захтева концентрисање погона на корисну масу, дакле оружје. Не можемо олакшати једностепену балистичку ракету, чија ће структура на крају сагоревања бити претешка. Таква ракета никада неће достићи велику брзину. Прорачун повећања брзине коју обезбеђује погонска сила показује да се велике брзине могу постићи само изградњом вишестепене ракете. Ослобађа се празне масе са степена које су потрошиле погонско гориво и које је бескорисно даље убрзавати. Само преостали део се убрзава, што омогућава постизање потребних брзина.
Маса пројектила се због тога смањује како се гориво троши и степен одваја. У вишестепеној ракети, свака етапа ради све док му не понестане горива. На крају погонског курса нема више степена (фаза), а самим тим нема више ни балистичких пројектила.

### Понашање пројектила током лета
Ово је приказано на дијаграму показује „животни пут“ балистичке ракете током њеног лета, који траје око три минута за веома велике домете, један и по до два минута за средње домете и око минут за кратке домете.
Разлике, након паљења прве фазе:
- завршетак сагоревања прве фазе;
- паљење другог степена и одвајање првог степена;
- ослобађање оклопа: на половини другог степена, атмосфера постаје довољно разређена тако да трење ваздуха више не доноси значајне сметње у горњем делу балистичке ракете. Стога се ослобађамо капице која више нема заштитну улогу;
- завршетак сагоревања друге фазе;
- паљење трећег степена и одвајање другог, вакуум;
- скоро крај сагоревања треће фазе;
- одвајање оружја одређено програмом лета када достигне odgovarajuću брзину на тангенцијални начин на елипсу, такође ће пресрести Земљу на тачно određenom месту где се налази мета. Трећа фаза завршава сагоревање убрзо након тога.

Док се балистичке ракете кратког домета могу састојати од једног степена, балистичке ракете средњег домета имају два. За дуге домете су потребна три или четири faze. Све последње етапе (или прва ако је сама) завршавају се са уграђеном „кутијом“, која садржи опрему која се користи за управљање балистичком ракетом током целог њеног лета, укључујући и оне посвећене извршавању програма лета или звезданог трагача који омогућава подешавање у последњем тренутку: пилотирање, навођење, напајање, управљање корисним оптерећењем, итд, а све се то управља компјутером на возилу .
Ништа не обавезује фазе да се преклапају. Међутим, балистичке ракете су скоро све слојевите, то јест имају више фаза. Издужени облик ове конфигурације је много компатибилнији са њиховом уградњом у оклопне силосе, на возове, камионе или на подморнице. Ракета Р-7 Семиорка ( СССР, 1957), која је предак данашњих ракета Сојуз, је била изузетак од овог принципа.
Путања интерконтиненталне балистичке ракете састоји се од три дела: летног дела са погоном; део слободног лета, који чини већину времена лета; и фаза поновног уласка, где пројектил поново улази у Земљину атмосферу. Фазе лета за балистичке ракете мањег домета су у суштини прве две фазе ICBM, пошто неке балистичке категорије не напуштају атмосферу.
Балистичке ракете се могу лансирати са фиксних локација или мобилних лансера, укључујући возила (нпр. самоходне транспортере ракета), авионе, бродове и подморнице. Део лета са погоном може да траје од неколико десетинки секунде до неколико минута и може се састојати од више фаза ракете.
Када се гориво потроши, нема више потиска и пројектил улази у слободан лет. Да би се покриле велике удаљености, балистичке ракете се обично лансирају у високи подорбитални свемирски лет; за интерконтиненталне ракете, највећа висина (апогеј) достигнута током слободног лета је око 2.000 km (1.200 mi).
Фаза поновног уласка почиње на надморској висини на којој атмосферски отпор игра значајну улогу у путањи ракете и траје до удара пројектила.
Погон за поновни улазак у Земљину атмосферу веома великих брзина, реда величине 6—8 km/s (22.000—29.000 km/h) на дометима ICBM.

### Погонска путања (пута пројектила)
Са свог лансирног места (овде названог А) балистичка ракета мора да постави своје оружје на такозвану тачку убризгавања (Б) где ће је вредност и смер брзине математички одвести (Њутнова елиптична и механичка путања, види доле) на изабраној мети (Д) након њеног поновног уласка у атмосферу (Ц).
За прелазак од тачке А до Б могуће је неколико путања. Приликом преласка нижих слојева атмосфере балистичка ракета подлеже дејству ветра, чак и у налетима. Путања коју ће пратити дефинисана је потребом за ниским аеродинамичким упадом (оса потиска и оса пројектила су веома близу) како не би дошло до прекомерних померања млазница ради корекције путање. Што не чини да иде оптимално према тачки Б.
Али на висини од око 50 км аеродинамичке силе постају занемарљиве. Путања се затим може закривити и оптимизовати у складу са смером програма лета. Ова оптимизација има само један циљ: достићи потребну брзину уз што мање горива.
Оружје се лансира у тачки Б након приближно 3 минута и минута убрзања на висини од приближно 500 км (за домет на Земљи реда величине 10.000 км).

### Балистичка путања у свемиру (путања оружја)
Балистичка путања овог оружја лансираног 500 км од Земље је у свемиру елипса, чији је Земља једно од жаришта.
Стрела не иде много далеко. Земља се може асимиловати као равна на дуж целог свог тока. Сила гравитације (привлачење Земље) делује на њу остајући скоро паралелна са собом дуж свог тока. Његова путања је тада парабола (у паралелном пољу привлачења). Тада је најбољи угао ватре који иде што је могуће даље је угао од 45°: ово произилази из једначине параболе.
Бојева глава са балистичком путањом иде много даље. Заобљеност Земље се више не може занемарити. Сила гравитације остаје усмерена на центар Земље. Његова путања је елипса (центрирана привлачност). Најбољи угао ватре за одлазак далеко, више није угао од 45°, већ око 35°: ово произилази из једначине елипсе.
Парабола и елипсе имају сличности. Већи део онога што важи за стрелу иде и за бојеву главу. Што је лук (или балистички пројектил) снажнији, стрела (или бојева глава) брже одлази и иде даље. Или: увек постоје два начина да се дође до циља. Директним ударцем или избачајем ка небу који се враћа у мету (напете и понирање путање). Са стрелицом (или бојевом главом) покривате цело растојање између вас (осим задњег дела на минималном домету) и максималног домета. Стрела свуда пада истом брзином коју је имала док је напуштала лук. Исто важи и за бојеву главу.

#### Елиптична путања
То је једна од путања било ког објекта у свемиру (оружје попут Месеца, Земље, итд.) када објекат има брзину и подвргнут је сили гравитације (оној од Сунца за Земљу, Земља за Месец и за оружје).
Што се тиче Земље, прво откриће њене елиптичне путање око Сунца заслужан је Јоханеса Кеплера. Дефинисао га је са три закона (Кеплерови закони) након проучавања астрономских посматрања Тиха Брахеа. Исаку Њутну дугујемо прво математичко разумевање путање Земље у свемиру са једначином „конуса“ чији је део елипса. Коначно, Константину Циолковском дугујемо једно главно запажање: избор конуса зависи само од једног параметра, брзине при лансирању. На више од 11 км/с то је хипербола и објекат напушта Земљу; између 8 и 11 то је елипса и објекат кружи; на мање од 8 км/с и даље је елипса али се објекат враћа на земљу.
Из чега произилази:
- када угао ватре даје максимални домет - еквивалентно углу од 45° за копље, нижу вредност за елипсу - што се брзина више повећава, елипса се више повећава и што је већа тачка у којој се елипса сусреће са Земљом то се удаљава од тачке лансирања (супротно, слика 1);
- брзина дата оружју има ограничење (слика 2). Мора бити мања од 8 км/с ризикујући да почне да орбитира (кружи око Земље). Ако је орбитирање нуклеарног оружја забрањено споразумом Уједињених нација,[18] овај уговор познат као свемирски споразум који не забрањује оружју кратко путовање у свемир;[6]

- ово резултира максималним дометом балистичке ракете (слика 2). Заиста, превише близу брзине орбите, оружје улази у атмосферу скоро паралелно са Земљом (слика 3). Атмосферски пут, који је веома дугачак, доводи до прекомерног загревања које би се сузбило само јаком заштитом. Последица веома тешког наоружања: балистичка ракета би се мучила да их лансира што даље, осим да знатно повећала своју снагу, а самим тим и њену величину (то је проблем за подморнице), а самим тим и њену цену коштања. У билансу стања, земље опремљене балистичким ракетама последње генерације, које свом оружју дају брзину од 7 км/с, достижу домете од 10.000 км и мало више, углавном довољно јер одговарају њиховим стратешким потребама с обзиром на њихову географију;
- увек постоје два угла пуцања (слика 1) која за исту брзину омогућавају да се дође до исте тачке на Земљи (постоје две жаришне тачке и самим тим два положаја центра Земље). За најкраћу путању се каже да је „права“ и никада се не користи чим се брзине (а самим тим и домет) повећају. У ствари, оса поновног уласка у атмосферу доводи до дуже трајекторије у атмосфери, отуда до веома великог загревања, отуда до преоптерећености заштите и тако даље. као што смо управо видели;

- Балистичке ракете имају минимални домет наметнут њиховим типом путање. Око 500 км за брзине реда 4 км/с и 1.000 км за 7 км/с (слика 2);
- с друге стране, постоје сви углови хица који за исту брзину, омогућавају испоруку ракете између његовог минималног и максималног домета. Може се закључити да балистичке ракете највећег домета (брзина лансирања 7 км/с) могу прелетети од 1.000 до 10.000 км истом брзином по доласку у атмосферу, односно 7 km/s (Mach 21) или 25.000 km/h (Mach 20) (приближне бројке, слика 1). Чак и након кочења због атмосферске путање (отприлике 10 секунди, погледајте испод) брзина оружја када се спрема да експлодира спречава било коју ракету противваздушне одбране да је пресретне и уништи.

Класификација која је и данас усвојена према максималним распонима (види горе: Типологија) може да доведе у заблуду. Ракете средње генерације су само аватари, који се називају када се стављају у употребу, кратког, средњег или дугог домета. У наставку ћемо описати путању успешне балистичке ракете (7 км/с), у одређеним случајем мањих брзина.

#### Кретање у свемиру
Суштинска последица путовања кроз свемир произилази из принципа инерције. Копље бачено у свемир увек ће бити усмерено у истом правцу неба, без обзира на путању његовог центра гравитације (слика 1, мисаони експеримент копља баченог у свемир). Одржава фиксни правац у Галилејевом оквиру без обзира на кретање његовог центра гравитације. Успешно нуклеарно оружје се састоји од самог оружја и његове опреме покривене топлотним штитом како би се што мање кочио при поновном уласку у атмосферу, да би се одржала веома велика брзина пре експлозије. Конусног је облика, пресвучен аблативним материјалима. Овај конус стога задржава фиксни правац.
Да би се оптимизовао његов поновни улазак у атмосферу, мора бити унапред постављен. (Слика 2). Без ове акције, путања би могла веома поремећена, или чак да буде уништена. Његово одвајање укључује ад хок покрет треће фазе пре лансирања. Све успешне балистичке ракете, које се називају интерконтиненталне или веома дугог домета, опремљене су последњим степеном који поставља оружје (или оружја) на једну (или више) узастопних елипси, од којих је свака повезана са циљем, на одговарајућој позицији у простору (свемиру).
У равнотежи прве две фазе лета, погонске путање и балистичке путање, путања оружја трајаће отприлике 40 минута, везано за балистички пројектил, затим 30 минута само у свемиру. Његова висина у апогеју елипсе биће 2 до 3.000 км, а брзина при поновном уласку у атмосферу 30.000 km/h (Mach 24).

#### Специјални случај оружја лансиран при малим брзинама
Ово оружје је оружје балистичких пројектила првих генерација. Главна карактеристика првог је да пружи веома малу брзину (око 2 км/с), јер још нису били научили да их раздвајају, као на примерима: V2 и Скад.
У случају V-2, висина достигнута при првим лансирањима је близу границе која је опште прихваћена за атмосферу, односно приближно 120 км. На овој висини молекули ваздуха су веома ретки. Њихов слаб ефекат је ипак довољан да делују на пераје, првобитно постављене на дну V-2 да би га стабилизовале у првим секундама након пуцања. На осу празне балистичке ракете која се више не покреће брзо утиче струјање ваздуха преко пераја, што је „приближава“ путањи чији је апогеј притом близу висине лансирања (слика 1).
Балистичка путања постаје важнија и оса V-2 остаје фиксирана у односу на небо. Лоше оријентисана по доласку у атмосферу, балистичка ракета може да се разбије на комаде (слика 2). Студије у аеротунелу омогућавају корекцију дизајна конструкција и њихово ојачање.
Такође, прва модификација коју је направила следећа генерација је одвајање оружја у технички једноставним и несавршеним условима, али довољним да се обезбеди поновни улазак оружја упркос могућем уништењу једностепене балистичке ракете (слика 1).
Следећа генерација има две фазе и посебно оружје које се лансира средњом брзином између 2 км/с (V-2) и 7 км/с (напредна балистичка ракета), или око 4 до 5 км/с (домет од око 4.000 км).
Оса потоњег остаје фиксирана у свемиру, његов добар поновни улазак у атмосферу мора бити олакшан.
Такође је опремљен крилима које су јасно видљиве на фотографији индијске балистичке ракете Агни-II. Нагибни покрет који дозвољавају ова пераја брзо ће попримити правац тако да ће врх топлотног штита брзо бити што ефикаснији (слика 2).

### Трајекторија поновног уласка у атмосферу (крај курса оружја)
Поновни улазак у атмосферу изазива веома значајно кочење које:
- јер ће возило са посадом смањити своју брзину и дозволити отварање падобрана, или слетање шатла;
- јер се са нуклеарним оружјем мора изборити тако да би се постигла највећа могућа брзина пре експлозије.

Поновни улазак у атмосферу такође може, као што је случај са авионима са својим узгоном, омогућити корекцију путање.

#### Повратак капсуле са посадом
Само да се зна, повратак нуклеарног оружја и капсуле са људском посадом је потпуно другачији.
Главна потешкоћа коју представља атмосферски поновни улазак свемирских летелица са људском посадом је унутрашње загревање које мора бити драстично ограничено како би га посада могла толерисати (издржати). Да би се то постигло, ударни талас мора бити одвојен од структуре заобљеним обликом штита.
Материјали су одабрани због њихове високе емисивности што их чини способним да зрачењем врате топлоту споља. Само мали део топлоте тада успева да продре у следеће структуре, док је путања поновног уласка (супротна) изабрана да ограничи интензитет кочења, што такође смањује успоравање. Контрола путање остаје веома деликатна. Угао поновног уласка у атмосферу је одлучујући фактор. Ако је преспоро, возило ће бити одбијено и изгубљено у свемиру. Ако је пребрзо, подлеже снажним успоравањима, неподношљивим за посаду.

#### Коришћење атмосфере приликом поновног уласка
Конус за поновни улазак је опремљен уређајима (на пример елеронима) контролисаним унутрашњим средством за подешавање навигације (радар, на пример) који води оружје на мету. Говоримо о маневарској бојевој глави, што значајно повећава прецизност.
Повећање прецизне способности паљбе је неопходно:
- све док није било могуће направити одговарајућу прецизну јединицу за навођење балистичке ракете, док нуклеарно пуњење није било нарочито моћно. Ово је био случај са Персхингом II;
- ако се жели веома висока прецизност са конвенционалним експлозивом за погађање фиксне или покретне мете, као што је носач авиона, чије би уништење могло бити обезбеђено бојевом главом са декаметарском прецизношћу и чија би брзина онемогућило било какво одбрамбено пресретање.

### Носивост
Полетна тежина је мера ефективне тежинске носивости балистичких пројектила. Мери се у килограмима или тонама. Полетна тежина једнака је укупној тежини бојевих глава пројектила, возила за поновно улазак, самосталних дисперзионих механизама, пенетрационих помагала и система за навођење пројектила: генерално свих компоненти осим појачивача ракете за лансирање и горива за лансирање. Избачена тежина се може односити на било коју врсту бојеве главе, али у нормалној модерној употреби, односи се скоро искључиво на нуклеарно или термонуклеарно оптерећење. Некада се такође водило рачуна о дизајну поморских бродова и броју и величини њихових топова.
Полетна тежина је коришћена као критеријум за класификацију различитих типова пројектила током Преговора о ограничењу стратешког наоружања између Совјетског Савеза и Сједињених Држава. Термин је постао политички контроверзан током дебата о споразуму о контроли наоружања, пошто су критичари споразума тврдили да су совјетске ракете биле у стању да носе већи товар и тако омогућиле Совјетима да задрже већу тежину бацања од америчких снага са отприлике упоредивим бројем пројектила ниже носивости.
Ракете са највећом носивошћу на свету су руски СС-18 и кинески ЦСС-4, а од 2017. Русија је развијала нову тешку ИЦБМ ракету на течно гориво под називом Сармат.

#### Депресивна путања
Тежина бацања се обично израчунава на основу оптималне балистичке путање од једне тачке на површини Земље до друге. Оптимална путања максимизира укупну носивост (тежину бацања) користећи расположиви импулс ракете. Смањењем тежине терета могу се изабрати различите путање, које могу или повећати номинални домет или смањити укупно време лета.
Депресивна путања није оптимална, јер нижој и равнијој путањи треба мање времена између лансирања и удара, али има мању тежину бацања. Примарни разлози за одабир депресивне путање су избегавање система против балистичких ракета смањењем времена доступног за обарање ракете (нарочито током рањиве фазе сагоревања против свемирских АБМ система) или сценарија првог нуклеарног удара. Алтернативна, невојна сврха за депресивну путању је у спрези са концептом свемирског авиона са употребом мотора који дишу ваздухом, што захтева да балистичка ракета остане довољно ниска унутар атмосфере да би функционисали мотори који дишу ваздухом.

### Системи навођења (управљања)
Систем навођења сваке балистичке ракете састоји се од система контроле висине и система контроле путање лета. Задатак система за контролу висине је да контролише и коригује претпостављену висину лета на претпостављеној трајекторији провером усклађености са максималном висином претпостављеном у датој фази лета. Овим системом управља аутопилоти који ради на принципу отклањања или одступања од претпостављење путање. Задатак система је да одржава такву висину лета у вертикалној равни која ће омогућити да ракета погоди осу паралелну са путањом лета ракете и правилно вођена системом контроле путање лета у попречној оси. Сличне задатке обавља и систем контроле путање лета, с тим што он делује у попречној оси у односу на правац лета пројектила, а задатак му је да доведе пројектил до циља по попречној оси. Тачка пресека попречне и паралелне осе је мета пројектила на коју га воде оба система.
До сада се систем навођења балистичких пројектила заснивао на три типа навођења: инерционо, позицијско (астронавигацијско) и командно навођење.

#### Инерцијално вођење
Пре полетања, инерционо вођена ракета је програмирана да лети дуж одређене путање. Током лета, његову усклађеност са претходно унетим информацијама контролише акцелерометар на жиро платформи. Сва убрзања током лета се снимају и мере, а контролни систем генерише одговарајуће сигнале контролном систему да коригује курс на исправну путању.

#### Вођење по звезданом систему
Навођење засновано на навигацији заснованој на систему небеских тела (астронавигација, Небеска референтна или Стеллар Гуиданце) је систем дизајниран за ракете са унапред одређеном путањом, које одређују свој курс и положај на основу система фиксних звезда фиксираних у односу на Земљу. Систем се заснива на познатом положају звезда и других небеских тела у односу на одређену тачку на површини Земље у било ком тренутку. Ова врста навигације је посебно корисна за ракете дугог домета јер њихова прецизност не зависи од домета. Пројектил који користи ову врсту навигације мора бити опремљен хоризонталном или вертикалном матрицом која упоређује систем небеских тела у односу на површину Земље, телескоп који аутоматски прати звездани систем и упоређује га са матриксом да би одредио сопствену позицију. Исправно подешавање ове позиције омогућава прецизно, тренутно навођење пројектила на мету. Недостатак овог система је што ракета мора да носи сложен систем за одређивање сопствене позиције. Системе овог типа тренутно користе ракете ИЦБМ и СЛБМ, као и беспилотне летелице које врше међупланетарне летове до Марса и Венере.

#### Командно навођење
Заснован је на даљинском управљању пројектилом путем радио сигнала. Систем ради на основу радио-предајника који се налазе у близини места лансирања пројектила, који континуирано исправља њен лет. Овај систем су напустиле земље са напредном ракетном технологијом због његове подложности сметњама, као и због самог лансирања које је упозорило непријатеља на лансирање ракете.

#### Сателитско навођење
Најновије америчке ракете следеће генерације, ЛГМ-30Х Минутеман ИВ, које би требало да уђу у употребу 2020-2040, требало би да користе нове типове навођења преко Глобалног система за позиционирање (ГПС) и ТВ система. Могућност увођења оптичког навођења и ГЛОНАСС система предвиђена је и програмом развоја руских балистичких ракета кратког домета Искандер.
Неки извори доводе у питање применљивост ГПС и ГЛОНАСС система за навођење балистичких пројектила, тврдећи да је мало вероватно да ће ови системи икада бити коришћени у балистичке сврхе. Према скептицима ГПС концепта у балистичким системима, најбоља војна верзија ГПС пријемника одређује позицију са тачношћу од десетинки центиметра. Ако је балистичка ракета опремљена са два таква пријемника на удаљености од 10 метара један од другог, најбоља - како кажу - угаона резолуција ће бити отприлике неколико центиметара, док је за тактичке (кратког домета) потребна угаона резолуција од неколико милиметара за прецизно гађање ракете на мету удаљену неколико десетина километара и више. Међутим, они тврде да су системи за позиционирање идеални за тактичке ракете опремљене возилом за накнадно појачавање у сврху навођења пројектила на исправну путању.

### Бојева глава
По завршетку фазе лета мотора, типична ракета изједначава лет, инерција се стабилизује и ослобађа једну или више бојевих глава за поновни улазак (РВ) на путању до унапред програмираног циља, постепено губећи енергију коју јој је давао раније погонски систем пројектила, где поново улази у густе слојеве атмосфере повучене силом Земљине гравитације, па је изложена високим температурама повезаним са све већим отпором задебљања слојева атмосферског ваздуха. Главе су заштићене од оштећења високих температура помоћу система за термичку заштиту (ТПС).
Бојеве главе се крећу у гушће слојеве атмосфере различитим брзинама, у основи у зависности од домета пројектила, достижу Ма = 25. Предмет који се креће таквом брзином има огромну кинетичку енергију, која се, како је отпор изазван густином атмосфере повећава, претвара се у топлотну енергију, а сама глава се успорава на приближно Ма = 1 на нивоу мете. Бојева глава Мк 21 ракете ИЦБМ Минутеман III која се враћа у атмосферу улази у њу брзином већом од Ма = 20 на температури од 8.315 °C (14.999 °F). Међутим, ове температуре у најтоплијем делу главе током проласка кроз густе слојеве атмосфере могу да пређу 11.100 °C. У стварности, међутим, сама глава се никада не загрева на тако високим температурама, јер огроман ударни талас атмосфере распршује око 90% ове енергије, омогућавајући тако глави да преживи, посебно њени унутрашњи системи. Бојева глава која се враћа у атмосферу такође се успорава са огромном силом преоптерећења која прелази 50 г. Из ових разлога, облик главе је од великог значаја, који одређује како количину отпора ваздуха, тако и време и пут проласка кроз атмосферу, као и избор концепта главе. Глава са оштрим врхом смањује свој радарски пресек (Radar Cross Section), што отежава откривање коришћењем радарских система за рано упозоравање и захваљујући великој брзини смањује количину времена на располагању антибалистичким системима. С друге стране, велика брзина бојеве главе у повратној, атмосферској фази лета повећава ионако екстремно високе температуре у њеном окружењу, што има импликације на материјале неопходне за употребу. Ови материјали не могу да испаре под утицајем екстремно високе температуре, нити допусте било какве губитке у својој структури – посебно неравномерне, јер би последица тога било одступање од правилног курса.
Главе балистичких ракета могу бити у облику:
1). Балистичке бојеве главе, које су класичне коничне или сферне, способне само да лете до циља дуж своје балистичке путање. Ова врста пуњења балистичке ракете може имати три облика:
- Multiple Independentli Targetable Reentri Vehicle (МИРВ), односно две или више бојевих глава које носи балистичка ракета, од којих свака испаљује накнадно појачивач на засебној путањи, ка различитим циљевима. Класичне бојеве главе МИРВ немају могућност самосталног извођења маневра – њихово прецизно циљање на одвојене циљеве врши возило постстартне фазе (post-booster). Post-booster се често назива половином погонске фазе - последњим сегментом пројектила. У ствари, то није погонски степен, јер нема сопствени погон као претходне фазе, а мали ракетни мотори који су у њему уграђени служе само за маневарске сврхе. Овај део балистичке ракете изводи одговарајуће маневре у свемиру – за сваку бојеву главу посебно – а затим их ослобађа (у пракси испаљује малим гасним пуњењем) на путању која одговара сваком од њих. Због прецизности неопходне за правилно усмеравање бојевих глава на појединачне мете, возило после лансирања је један од технолошки најнапреднијих елемената балистичке ракете, а само неколико земаља са балистичким технологијама поседује и технологију постлансирања. МИРВ бојеве главе се наравно могу користити и појединачно у балистичким пројектилима.
- Multiple Reentri Vehicle (МРВ) две или више бојевих глава које нису усмерене појединачно – све се ослобађају и иду на исту мету, што апсорбује одбрану и повећава шансе за постизање циља;
- Унитарна бојева глава - једна бојева глава која се не одваја од пројектила, као у пројектилима Скад.

2). Maneuvering Reentri Vehicle (МаРВ) користи свој облик или крила која се отварају да промене путању лета у последњој фази своје путање (терминална фаза), што отежава његово пресретање одбрамбених система. Ова врста бојевих глава је способна да промени своју путању и стигну до циља из правца који није одређен њиховом путањом. Бојеве главе овог типа имају много више предности – од могућности њихове минијатуризације до скоро сваког жељеног нивоа, до флексибилности у избору циљева и могућности исправљања грешака у вођењу у фази мотора лета балистичке ракете. Важна предност великих бојевих глава је и рад на нижим температурама. На пример, температура на површини капсуле Аполо - варијанте ове врсте главе - није прелазила 2.760 °C. Недостаци ове врсте главе су сложеност и висока јединична цена (која произилази из потребе за коришћењем напредног система за навођење и контролу), као и ризик од потпуног губитка контроле над бојевом главом – у случају могућег отказа система за навођење или управљање – што може довести до омашке циља на огромној удаљености. Бојеве главе овог типа теже пресрећу одбрамбени системи, иако не постоје само математички модели, већ и успешни покушаји пресретања ове врсте бојевих глава.
Главе балистичких пројектила могу да носе различите врсте борбених пуњења, како конвенционална фрагментирана, тако и високоексплозивна пуњења, као и нуклеарна пуњења, хемијска ратна средства или биолошко оружје. Постоје и електромагнетне главе које дејством електромагнетног импулса ометају рад или чак уништавају електричне и електронске системе непријатеља. Разматрало се и опремање балистичких пројектила бојевим главама које не садрже никакво борбено пуњење, чији је задатак да уништавају непријатељске објекте снабдевајући их гигантском, сопственом кинетичком енергијом.

### Средства за пенетрацију
Неке модерне балистичке ракете опремљене су техничким средствима како би се ракетама олакшало пролазак кроз системе против балистичке одбране земље мете. Ове мере имају облик уређаја који отежавају противракетним системима нападнуте земље да изаберу прави циљ, коришћењем тешко идентификованих и разликовних у свемиру од стварне бојеве главе, комплета фантомских бојевих глава и балона. < Помагала за продирање се преносе у свемир и ослобађају возилом за накнадно појачавање заједно са бојевом главом и крећу се дуж њене путање, а затим најчешће сагоревају када се бојева глава врати у густе слојеве атмосфере.
Друга врста мере која отежава пресретање главе је окруживање "облацима" металних рефлектујући радарске таласa, између којих стварна бојева глава остаје невидљива, па је стога тешко лоцирати, пратити и пресрести. У завршној фази, с друге стране, када се бојева глава, лишена средстава за продор средње фазе, креће ка земљи у атмосфери, њен пораз антибалистичких одбрамбених система може бити подржан експлозијама у високим слојевима атмосфере одвојених нуклеарних пуњења, привремено „заслепљујући“ земаљске антибалистичке системе, што омогућава исправну бојеву главу да пређе знатну удаљеност за то време, евентуално понављајући читаву операцију у доњем слоју, што ће на крају дати одбрамбеним системима веома мало времена за праћење, закључавање и пресретање стварне бојеве главе. У пракси, међутим, овај систем није применљив у већем обиму.

### Платформе за лансирање
Пре лансирања, балистичке ракете се могу поделити на неколико типова станица (платформи). Сваки од њих има предности и недостатке, стога земље са арсеналом балистичког оружја покушавају да развију ефикасне и безбедне системе за своје платформе за навођење. То доводи до сукоба различитих врста концепата, понекад чак и „националних“ дебата међу стручњацима о избору оптималне балистичке платформе. Пример такве дебате била је дебата о избору најбоље методе навођења за нову ракету Миссиле-Кс (МКС) САД која је пролазила неке фазе током 1970-их и раних 1980-их. У основи, постоје две главне групе платформи, иако и даље постоје различити концепти унутар њих:

#### Фиксне платформе
Платформа која доминира данас (2008) у погледу ИЦБМ пројектила су подземни силоси који су уједно и лансери у специфичном стању борбене готовости пројектила. У земљама са овим платформама могу имати облик груписања одређеног великог броја силоса у једној заштићеној бази, појединачне или лоциране у малим групама силоса, раштрканих по целој земљи из безбедносних разлога. Ово последње решење диктира пре свега потреба да се ракете заштите од првог нуклеарног удара непријатеља фиксним ракетним лансерима, чија би ефикасност лишила земљу могућности нуклеарног одговора помоћу њих. С друге стране, велике базе које групишу велики број силоса који садрже балистичке ракете лакше је активно бранити системима против балистичке одбране, укључујући терминалну антибалистичку одбрану уз употребу система против балистичких ракета који се налазе око базе. Пример таквог решења био је амерички антибалистички систем Сафегуард распоређен у Некоми, Северна Дакота, користећи ракете Спартан и Спринт за заштиту ракетне базе Минутеман у Гранд Форксу у истом стању. Међутим, због ниског технолошког нивоа у то време и потребе да се нуклеарне бојеве главе користе над сопственом територијом за одбрану од нуклеарног напада, систем је напуштен само осам месеци након лансирања. У Сједињеним Државама, неуспех система активне одбране фиксних база балистичких пројектила изазвао је развој технологије изградње силоса њиховим супер-очвршћавањем како би се обезбедила најбоља заштита од уништења оближње нуклеарне експлозије, док је у совјетским развијен концепт мобилних ракетних система.
- предности: висока борбена готовост, омогућава скоро тренутно испаљивање балистичких пројектила;
- недостаци: релативна лакоћа уништавања првим изненађујућим нуклеарним ударом.

#### Мобилне платформе
Развој мобилних платформи диктиран је потребом да се нуклеарни арсенали заштите од уништења првим непријатељским ударом. За разлику од фиксних система у којима доминирају силосни системи, мобилни системи долазе у много варијанти, данас су најчешћи балистички ракетни системи СЛБМ које носе нуклеарне стратешке подморнице и балистички системи на мобилним путним лансерима.
- СЛБМ системи ношене на палубама подморница на нуклеарни погон и испаљене из њих методом хладног старта, одликују се високом прикривеношћу у ношењу балистичких пројектила, највећом способношћу да преживе први ударац непријатеља и способношћу скраћивања времена лета балистичке ракете лансирањем у близини непријатељских граница. Ове карактеристике чине СЛБМ систем и одличним и веома опасним оружјем за први удар, као и последњом шансом за извођење контра-удара, након успешног првог удара противника по балистичким системима са земље.

- Мобилни путни системи засновани су на моторним возилима на гусеницама или точковима која носе вертикалне лансере балистичких пројектила користећи традиционалну методу или – чешће – метод хладног старта. Донедавно су друмски мобилни системи доминирали у системима краћим од ИЦБМ (СРБМ, МРБМ и ИРБМ), што је било повезано са више тактичком природом ових система, који су често морали да се крећу заједно са сопственим трупама, али све више често постају основни тип базиран и на савременим ИЦБМ системима. Предност друмских мобилних система у случају ИЦБМ пројектила је могућност брзе промене положаја како би се спречило да непријатељ лоцира лансер, или да промени положај након сазнања за њега. Недостатак овог система је, међутим, релативно велико време реакције у случају могућег првог напада противника – везано за ограничења усвојеног комуникационог система,
- Други мобилни системи радије спадају у категорију концепата у развоју или већ напуштених, иако је један од њих - мобилни систем на железничкој платформи, имплементиран у Совјетском Савезу, док је у Сједињеним Државама - након бурне расправе о начину постављања Ракета МКС - изградње и намене железничких депоа. У овом систему, балистичке ракете су транспортоване у паровима или појединачно у вагонима специјалних железничких гарнитура које саобраћају у железничкој мрежи земље, заштићене од ваздушних напада – најчешће – противваздушним ракетним системом кратког домета смештеним у једном од возова. Овај систем је посебно развијен у Совјетском Савезу. Велика предност овог система је могућност веома брзог мењања положаја, чак и на великим удаљеностима. Занимљив концепт овог система развијен је у Сједињене Америчке Државе у оквиру већ поменуте дебате о размештању ракета МКС. Варијација овог концепта, у исто време најекстремнија, био је концепт возова који возе у посебно изграђеном лавиринту тунела уклесаних у стенама који су способни да издрже сваки нуклеарни напад. Након напада требало је да се пробуше тунели и да оружани возови изађу напоље, одакле би извршили нуклеарни контранапад.[27] Према једној верзији овог концепта која се појавила у то време, железнички возови са балистичким пројектилима требало је да се крећу на „класичан“ начин у железничкој мрежи земље, заштићени идентичним лажним возовима – без ракета. Још један концепт који је у настајању био је лансирање балистичких пројектила из авиона – да би се тестирала ова могућност, чак је био и успешан покушај лансирања ИЦБМ Минутеман И из Ц-5А Галаки. У оквиру ове дебате, разматрано је чак 40 концепата за навођење ракете МКС, да би се на крају донеле одлуке о постављању пројектила Пеацекеепер у супер чврсте фиксне силосе.

#### Лансирање са подморница
Изградња балистичке ракете је сложена. Роњење подморнице под водом додаје још једну сложеност.
Очигледно, балистичка ракета се не запали када излази из цеви у коју је смештена: уништила би подморницу. Због тога се избацује високим притиском гаса попут патроне за сачмарицу која избацује своје метке (балистички пројектил) из цеви. Погонски део "патроне" назива се "гасни генератор". Ово се назива хладни старт ракете, што драстично поскупљује производњу, у односу на топли уобичајени старт.
Урањање подморнице са које ће се лансирати ракета паљењем гасног генератора дефинисано је са два ограничења:
а/ испаљена вертикално, балистичка ракета трпи пуну снагу попречног протока воде дуж подморнице (дијаграм на супротној страни). Да би проток био што мањи, подморница мора имати скоро нулту брзину. Међутим, подморницом веома мале брзине је тешко управљати. Утолико теже што је близу површине где су ефекти узнемирујући и значајни, зато подморница мора да урони у воду што дубље могуће од површине мора.
б/ али што је дубље од површине испаљена, то се балистичка ракета, чија је вертикална брзина мала чак и са веома снажним генератором гаса, више је поремећена у свом подводном току. Проток воде, чак и веома слаб, почиње да нагиње ракету. Под дејством подводног притиска и мале брзине изласка губи равнотежу и изаћи ће из воде са стрмим нагибом. Исправљање овог нагиба треба урадити што је пре могуће. Биће неопходно да се упали први степен да би дошло до опоравка са веома великим отклоном млазнице. Потрошња горива за исправљање балистичке ракете не може се користити за дуготрајније ношење ношење ракете. Стога се надамо да опоравак није превише значајно утицао на потрошњу горива за исправљање ракете. Прва фаза треба да се упали што је пре могуће.
Можемо поступити на следећи начин.
Цев је запечаћена гуменом мембраном, унапред исеченом да би је балистички пројектил прописно поцепао када изађе из цеви.
Водоотпорна врата се затварају одозго. Отпоран је на притисак мора (дијаграм супротно, а).
Пре лансирања: вршимо притисак у исто време:
- са неутралним гасом део цеви који се налази испод мембране (а самим тим и балистичке ракете);
- са морском водом, горњи део мембране.

Ова два притиска (дијаграм б) су израчуната да су једнака и одговарају притиску мора при урањању где се подморница налази. Мембрана је стога избалансирана (притисак мора изнад, једнак притисак гаса испод), спречава морску воду да упадне у пројектил.
У тренутку лансирања, под притиском гасова из гасног генератора, балистичка ракета се уздиже и кида мембрану, напушта цев и излази на површину.
Испаљивање прве етапе врши се под морем након што се провери да ли се млазнице правилно скрећу и пре свега, да се балистичка ракета удаљила довољно од подморнице, што израчунава њена инерцијална јединица. Тако да можемо да исправимо вертикалност балистичке ракете пред крај подводног курса.

## Предност балистичких ракета у односу на крстареће ракете
Курс балистичких пројектила има два значајна пожељна својства. Прво, балистичке ракете које лете изнад атмосфере имају далеко већи домет него што би то било могуће са крстарећим ракетама исте величине. Лет ракете с погоном хиљадама километара кроз ваздух захтевао би знатно веће количине горива, чинећи ракете већим и лакшим за откривање и пресретање. Ракете са погоном које могу покрити сличне домете, попут крстарећих ракета, већину лета не користе ракетне моторе, већ користе економичније млазне моторе. Међутим, крстареће ракете нису застареле због балистичких ракета али ипак балистичке ракете имају и своје велике предности као на пример: балистичке ракете могу изузетно брзо путовати дуж путање лета. ИЦБМ може погодити циљ у кругу од 10.000 км за око 30 до 35 минута. Са терминалном брзином већом од 5.000 м / с, балистичке ракете је много теже пресретнути него крстареће ракете, због много краћег расположивог времена. Стога су балистичке ракете једно од оружја које се највише плаше, упркос чињеници да су крстареће ракете јефтиније, покретније и свестраније.

## Врсте балистичких ракета
Балистичке ракете се веома разликују по домету и употреби и често се деле у категорије на основу домета. Различите земље користе различите шеме за категоризацију домета балистичких пројектила:
- Балистичка ракета лансирана из ваздуха (ALBM)
- Тактичка балистичка ракета (TBM): домет између око 150—300 km (93—186 mi)
- Бојишна балистичка ракета (BBR): домет између 300—3.500 km (190—2.170 mi)
  - Балистичка ракета кратког домета (SRBM): домет између 300—1.000 km (190—620 mi)
  - Балистичка ракета средњег домета (MRBM): домет између 1.000—3.500 km (620—2.170 mi)
- Балистичка ракета интермедијарног домета (IRBM) или балистичка ракета дугог домета (LRBM): домет између 3.500—5.500 km (2.200—3.400 mi)
- Интерконтинентална балистичка ракета (ICBM): домет већи од 5.500 km (3.400 mi)
- Балистичка ракета лансирана са подморница (SLBM): Лансирана са подморница са балистичким пројектилима (SSBN)

Већина актуелних дизајнерских решења има интерконтинентални домет са значајним изузетком индијског оперативног SLBM Сагарика и K-4, као и тренутно оперативно распоређеног KN-11 Северне Кореје који можда нема интерконтинентални домет. Слична ракета би била повучена кинеска JL-1 SLBM са дометом мањим од 2.500 km (1.600 mi).
Тактичке ракете кратког и средњег домета често се заједно називају тактичким и бојишним балистичким ракетама. Балистичке ракете дугог и средњег домета су генерално дизајниране да испоручују нуклеарно оружје, јер је њихова носивост сувише ограничена да би конвенционални експлозиви били исплативи у поређењу са конвенционалним бомбардерским авионима (иако САД разматрају идеју о конвенционално наоружаној ICBM за способност скоро тренутних глобалних ваздушних напада, упркос високим трошковима).

## Балистичке ракете нуклеарних сила
Све нуклеарне силе опремају своје стратешке нуклеарне снаге ракетама опремљеним нуклеарним бојевим главама. У табели су приказане категорије или категорије стратешких пројектила које ове земље поседују и назив најефикаснијег модела у служби на крају 2010-их. Стратешко наоружање које поседују Сједињене Државе и Русија ограничено је Уговором о новом старту из 2010, који не забрањује њихову модернизацију. Кина, која није везана никаквим уговором ове природе, наставља да развија свој арсенал. Конкретно, од 2014. године тестира ДФ-41, нову ИЦБМ чије је пуштање у рад планирано за 2019. или 2020. Његов процењени домет је од 12.000 до 15.000 км. Учинило би то интерконтиненталном ракетом највећег домета, способном да стигне за 30 минута до Сједињених Држава. Може да се лансира из силоса или из мобилног система и да носи или једну нуклеарну бојеву главу од 1 Мт или до 10 мањих бојевих глава са јединичном снагом између 20 и 150 кт.
Северна Кореја спроводи бројна тестирања ракета свих типова, ИЦБМ, ИРБМ и СЛБМ. Уопштено говорећи, немогуће је тачно знати у којој су фази развоја ове ракете и да ли су неке од њих заиста оперативне.
Године 1988, америчко-совјетски споразум о нуклеарним снагама средњег домета забранио је поседовање нуклеарних или конвенционалних ракета земља-земља са дометом између 500 км и 5.500 км. Развој тактичких балистичких пројектила тада је дефинитивно заустављен у ове две земље, али им више нису ни биле потребне. Друге земље, попут Кине, Пакистана, Индије, Израела и Ирана, данас настављају да развијају балистичке ракете средњег домета чија им стратешка улога одговара пошто су противници географски блиских противника. Случај Северне Кореје је другачији: политички циљ претње Сједињеним Државама може се постићи само балистичком ракетом веома дугог домета. 2019. године, напуштањем Споразума о нуклеарним снагама средњег домета, ситуација у вези са Русијом и Сједињеним Државама постала је конфузна.

## Балистичке ракете ненуклеарних сила
Поседовање балистичких пројектила повећава и способност војног удара земље и њену способност одвраћања, чак и када није у комбинацији са поседовањем нуклеарног оружја. Ракета има много већу вероватноћу да погоди циљ него борбени авион, јер су технологије за пресретање авиона много напредније од оних за противракетну одбрану.
Током Заливског рата 1991. године, ирачко ваздухопловство је приземљено због савезничке надмоћи у ваздуху, али су Ирачани успели да лансирају ракете Скад са великом стопом успешности на цивилне циљеве у Израелу и војни камп. Сједињене Државе у Саудијској Арабији, упркос размештању ракета противракетне одбране Патриот.
Повећање капацитета одвраћања произилази из чињенице да су ракете старије генерације, које су још увек најраспрострањеније, релативно непрецизне и стога лоше прилагођене за гађање прецизних војних циљева, употребљивије против цивилних циљева, постајући тако оружје терора. Модерне и прецизне ракете такође имају, захваљујући својој брзини, способност да превентивно гађају војне циљеве, чиме изненадно уништавају део офанзивног потенцијала једне земље.
Балистичке ракете без нуклеарног оружја служе:
- ако су јефтини и стога бројни, да продуже домет артиљерије и/или да постигну мали стратешки ефекат (претња градовима или положајима копнених трупа). То је случај са Скадовима и свим њиховим наследницима;
- ако су опремљени терминалном прецизношћу (пилотирана бојева глава са контролом гађања површинских циљева), за постизање војног ефекта у врло специфичним случајевима, на пример у подршци специјалним снагама (краће време реакције на веома великим удаљеностима) или за уништавање које они би једини били у стању да ураде с обзиром на заштиту циља као на пример (носач авиона заштићен од поморских снага, али не и од балистичких ракета), ово ће се полако у будућности променити и бродови ће добити противракетну одбрану.

Иран је спроводио бројне пројекте развоја ракета од рата са Ираком 1980-их, у почетку уз помоћ Северне Кореје. Његове ракете су под контролом Ваздушно-космичких снага Армије Исламске револуционарне гарде. Међународна заједница је забринута због развоја ракета Ирана углавном због страха да ће на крају добити нуклеарно оружје. Иран је 2019. године земља на Блиском истоку са највећим бројем балистичких пројектила.

## Ширење броја земаља који користе балистичке ракете
Број земаља које се тренутно пријављују да се придруже клубу земаља са сопственим технологијама балистичких ракета - према различитим проценама - варира између 15 и 25 земаља. Предвиђа се да би у будућности ова група могла да порасте на осамдесетак, што ће заједно са земљама које већ имају развијене технологије овог типа дати укупно близу стотину земаља, од којих су већина земље које су сада укључене у трећи свет. Такође је важно да, осим међународних уговора који донекле ограничавају стварање нових типова ракета између Сједињених Држава и Русије, тренутно не постоји међународно право које ограничава развој ове врсте технологије, а једина законска ограничења постоје за трансфер балистичких технологија између земаља.
Елементи знања о балистичким технологијама данас се предају на многим универзитетима у технолошки напредним земљама као део нормалних академских студијских програма. Интердисциплинарно академско знање се преноси на тако високом нивоу да његовим савладавањем страних студената омогућава стварање потпуних и комплетних балистичких технологија од стране земаља из којих долазе студенти. Ово постаје један од главних извора ширења балистичких технологија. Према америчким информацијама, само у Сједињеним Државама број страних студената техничких универзитета који могу имати приступ знању о балистичким технологијама, у зависности од земље порекла, почев од 1984. године износи:

## Квази балистичке ракете
Квази балистичка ракета (која се назива и полубалистичка ракета) укључујући противбродске балистичке ракете је категорија пројектила која има ниску путању и/или углавном је балистичка, али може да изводи маневре у лету или да направи неочекиване промене у правцу и домету.
На нижој путањи од балистичке ракете, квази балистичка ракета може да одржи већу брзину, омогућавајући тако својој мети мање времена да реагује на напад, по цену смањеног домета.
Руски Искандер је квази балистичка ракета. Руски Искандер-М крстари хиперсоничном брзином од 2.100—2.600 m/s (Mach 6,2—Mach 7,6) на висини од 50 km (31 mi). Искандер-М је тежак 4.615 kg (10.174 lb), носи бојеву главу од 710—800 kg (1.570—1.760 lb), има домет од 480 km (300 mi) и постиже прецизност од 5–7 метара. Током лета може маневрисати на различитим висинама и путањама како би избегао антибалистичке ракете.
Кина, Индија и Иран су недавно развили противбродске балистичке ракете.

### Списак квази балистичких пројектила:
Кина
- ДФ-15 (активан)
- ДФ-21Д (активан)
- ДФ-26 (активан)
- Б-611МР (активан)
- СИ-400 (активан)
- КСИ-9

 Француска
- Хадес (пензионисан)

 Индија
- Притхви-ИИИ (активан)
- Дханусх (активан)
- Прахар (активан)
- Шаурија (активна)

 Турска
- Бура (активан)

 Иран
- Фатех-110 (активан)
- Киам 1 (активан)
- Кхалиј Фарс (активан)
- Кхеибар Схекан (активан)
- Сејјил (активан)
- Шахаб (активан)
- Кхоррамсхахр (пројектил) (активан)
- Емад (пројектил) (активан)
- Гхадр-110 (активан)
- Золфагхар (пројектил) (активан)

 Израел
- ЕКСТРА (активно)
- ЛОРА (активна)
- Предатор Јастреб (активан)

 Северна Кореја
- КН-23 (у развоју)
- КН-24 (у развоју)

 Пакистан
- ЦМ-400АКГ (активан)
- Наср (активан)
- Шахин-ИИИ (активан)

 Совјетски Савез /  Русија
- Р-27К (отказан)
- Точка (активна)
- Ока (пензионер)
- Искандер (активан)

 САД
- МГМ-140Б/Е АТАЦМС (активан)

## Употреба балистичких пројектила
Балистичке ракете имају бројне примене, како у војне тако и у цивилне сврхе. Поред очигледне употребе балистичког оружја као нуклеарног одвраћања, ракете овог типа могу се користити како у тактичке сврхе као средство за уништавање одређених објеката на непријатељској територији, тако и у сврхе друштвеног и политичког терора, који догодио се током Првог Заливског рата. У строго војној примени, балистичке ракете се могу користити за уништавање непријатељских командних и комуникационих (информационих) центара, његових комуникационих (транспортних) чворова, важних објеката непријатељске војне и економске инфраструктуре, као и – што изазива највеће контроверзе – центри цивилног становништва.
Развој технологије навођења ракета и балистичких бојевих глава доводи до проширења спектра примене овог типа оружја. Недавна кинеска испитивања са бојевим главама МаРВ доказују способност уништавања чак и покретних циљева балистичким пројектилима – попут бродова који се крећу на отвореном мору. Апсолутна предност балистичког оружја је првенствено способност уништавања циљева у дубоком залеђу непријатеља, без ризика за сопствене трупе, као и брзина и ефикасност напада.

## Борбена употреба у ратовима
Следеће балистичке ракете су коришћене у борби:
- в Искандер
- Ababil-100
- Al-Samoud 2
- DF-12[38][39]
- Fateh-110
- LORA[40]
- MGM-140 ATACMS
- OTR-21 Tochka
- Qaher-1/2M[41]
- Скад типови
- V-2
- Золфагхар

## Списак балистичких ракета по земљама
| - ДФ-4 - ДФ-5 - ДФ-21 - ДФ-31 - Хад - M45 - M51 - M5 - Плутон - Агни - Агни II - Агни III - Притхви - Суриа - Ал Аббас - Ал Хијарах - Ал Хуссеин - Ал Хуссеин II - Ал Самоуд - Ал Самоуд II - Схахаб-3 - Схахаб-4 - Схахаб-5 - Јерицхо | - Абдали-I - Бадр - Гхаури-И - Гхаури-ИИ - Гхаури - Гхазнави - Хатф-И - Схахеен - Схахеен-ИИ - Скад - СС-18 - СС-24 - СС-Н-23 - Нодонг-1 - Таеподонг-1 - Таеподонг-2 - Тридент - Минутеман - Пеацекеепер - Поларис - Посеидон - Скyболт - В-2 - Цондор |